# منتخب جزر توركس وكايكوس لكرة القدم
منتخب جزر تركس وكايكوس لكرة القدم (بالإنكليزية: Turks and Caicos Islands national football team) وهو المنتخب الوطني في جزر تركس وكايكوس ويديره اتحاد جزر تركس وكايكوس لكرة القدم . لم يسبق له التأهل إلى بطولة كأس العالم لكرة القدم . حقق منتخب جزر تركس وكايكوس أول فوز في تاريخه في 4 سبتمبر 2006 عندما تغلب على منتخب جزر كايمان 2-0 ضمن بطولة كأس الكاريبي .

## التاريخ
تأسس منتخب جزر تركس وكايكوس لكرة القدم عام 1996 وأنضم رسميا إلى الاتحاد الدولي لكرة القدم (الفيفا) سنة 1998. هذا وكان أول ظهور رسمي للمنتخب في إطار منافسات تصفيات التأهل لكأس العالم سنة 2002 حيث أقصي في مارس سنة 2000 في الدور الأول من طرف منتخب سانت كيتس ونيفيس لكرة القدم بنتيجة 14-0 وهي مجموع مبارتي الذهاب والإياب.
وفي تصفيات كأس العالم لكرة القدم 2006 إنهزم منتخب جزر تركس وكايكوس لكرة القدم بسبعة أهداف مقابل صفر (مجموع المبارتين) أمام منتخب هيايتي بتاريخ فبراير 2004.

## وصلات خارجية
- قائمة بيانات المنتخب من الموقع الرسمي للفيفا باللغة العربية